# 奧阿仁車站
奥阿仁站（日语：／ Okuani eki */?）是位於秋田县北秋田市阿仁户鸟内字小苍岱，屬於秋田內陸縱貫鐵道秋田內陸線的一个铁路车站。

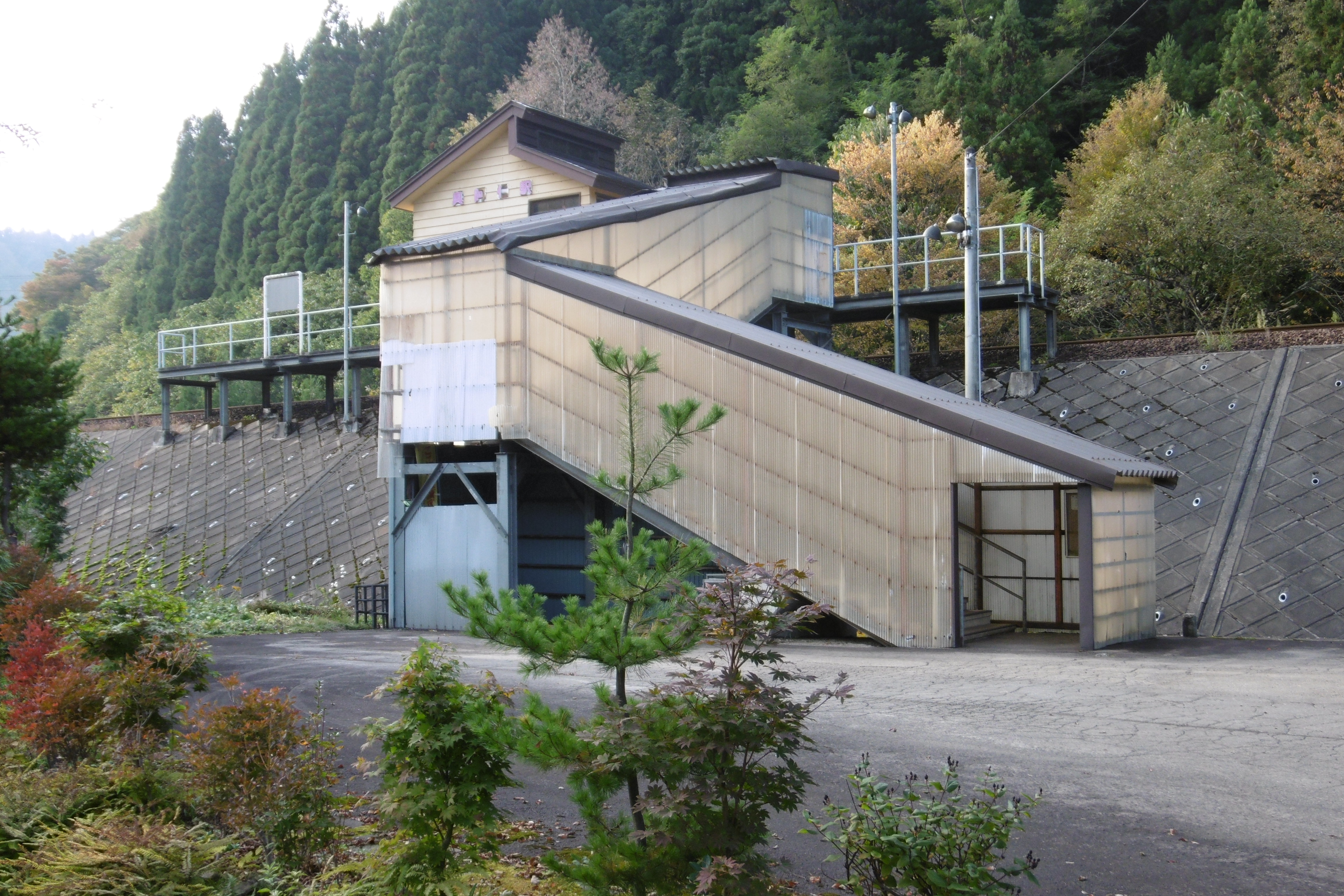
車站入口(2016年10月)

## 历史
- 1989年（平成元年）4月1日 - 车站啟用。

## 結構
本站為側式月台1面1線的地面車站。無人站，因而不設站房，但設有候車室。

## 取景
岩佐美咲的单曲MV《无人车站》在该站取景。

## 相鄰車站
秋田內陸縱貫鐵道
■秋田內陸線
急行森吉、快速（下行往角館）
通過
快速（上行往阿仁合）、普通
比立內－奧阿仁－阿仁又鬼